# Satoru Yamagishi
Satoru Yamagishi (n. 3 mai 1983) este un fotbalist japonez.

## Statistici
| Japonia | Japonia | Japonia |
| An      | Meciuri | Goluri  |
| ------- | ------- | ------- |
| 2006    | 3       | 0       |
| 2007    | 5       | 0       |
| 2008    | 3       | 0       |
| Total   | 11      | 0       |